# Rakymżan Koszkarbajew
Rakymżan Koszkarbajew (kaz. Рақымжан Қошқарбаев, ros. Рахимжан Кошкарбаев, ur. 19 października 1924 we wsi Tajtöbe w guberni akmolińskiej (obecnie w obwodzie akmolińskim), zm. 10 sierpnia 1988 w Ałma-Acie) – radziecki żołnierz, który 30 kwietnia 1945 jako pierwszy zawiesił flagę ZSRR nad Reichstagiem, pośmiertnie wyróżniony tytułem Narodowego Bohatera Kazachstanu (1999).

## Życiorys
W wieku 4 lat stracił matkę, a gdy miał 13 lat, jego ojciec wskutek oszczerczego donosu został aresztowany i osadzony w łagrze podczas wielkiego terroru, w związku z czym on sam znalazł się w domu dziecka. Później uczył się w szkole fabryczno-zawodowej w Bałchaszu. W 1942 jako 18-latek został powołany do Armii Czerwonej i następnie skierowany do szkoły piechoty w Tambowie, którą ukończył z wyróżnieniem w październiku 1944. W stopniu młodszego porucznika skierowano go na front wojny z Niemcami. Jako dowódca plutonu 647 pułku piechoty na 1 Froncie Białoruskim brał udział w walkach na terytorium Polski i następnie Niemiec, w tym w wyzwalaniu Warszawy i forsowaniu Odry, następnie w forsowaniu Sprewy (29 kwietnia 1945). Podczas bitwy o Berlin 30 kwietnia 1945 wraz z szeregowym Grigorijem Bułatowem wszedł na budynek Reichstagu i zawiesił na nim flagę ZSRR. W 1945 został przyjęty do WKP(b). W 1947 został zdemobilizowany, później pracował na różnych stanowiskach, m.in. jako instruktor komitetu wykonawczego obwodu akmolińskiego, inspektor ds. migracji i dyrektor hotelu w Ałma-Acie. Zmarł w 1988. Po rozpadzie ZSRR, 7 maja 1999 prezydent Kazachstanu Nursułtan Nazarbajew pośmiertnie nadał mu tytuł Narodowego Bohatera Kazachstanu wraz ze Złotą Gwiazdą i Orderem Otan.

## Odznaczenia
- Narodowy Bohater Kazachstanu (pośmiertnie, 7 maja 1999)
- Order Ojczyzny (pośmiertnie, 7 maja 1999)
- Order Czerwonego Sztandaru
- Order Wojny Ojczyźnianej I klasy
- Medal jubileuszowy „W upamiętnieniu 100-lecia urodzin Władimira Iljicza Lenina”
- Medal „Za wyzwolenie Warszawy”
- Medal „Za zdobycie Berlina”
- Medal „Za zwycięstwo nad Niemcami w Wielkiej Wojnie Ojczyźnianej 1941–1945”
- Medal jubileuszowy „Czterdziestolecia zwycięstwa w Wielkiej Wojnie Ojczyźnianej 1941–1945”
- Medal „Weteran pracy”